# Безмодельне навчання
У навчанні з підкріпленням безмодельний алгоритм (на відміну від заснованого на моделі) — це алгоритм, який не використовує розподіл ймовірностей переходу і функцію винагороди, що пов'язані з Марковським процесом вирішування (МПВ), відображаючим необхідну для розв'язання проблему. Розподіл ймовірностей переходу (або модель переходу) і функцію винагороди зазвичай загалом називають «моделлю» середовища (або МПВ), звідси й назва «безмодельний». Алгоритм безмодельного навчання з підкріпленням можна розглядати як «явний» алгоритм спроб і помилок. Прикладом безмодельного алгоритму може слугувати Q-навчання.

## Основні алгоритми безмодельного навчання з підкріпленням
| Алгоритм | Опис                                            | Модель       | Стратегія       | Множина дій | Простір станів | Оператор                   |
| -------- | ----------------------------------------------- | ------------ | --------------- | ----------- | -------------- | -------------------------- |
| DQN      | Deep Q Network                                  | Безмодельний | Поза стратегією | Дискретна   | Безперервний   | Q-значення                 |
| DDPG     | Deep Deterministic Policy Gradient              | Безмодельний | Поза стратегією | Безперервна | Безперервний   | Q-значення                 |
| A3C      | Asynchronous Advantage Actor-Critic Algorithm   | Безмодельний | За стратегією   | Безперервна | Безперервний   | Перевага (англ. Advantage) |
| TRPO     | Trust Region Policy Optimization                | Безмодельний | За стратегією   | Безперервна | Безперервний   | Перевага (англ. Advantage) |
| PPO      | Proximal Policy Optimization                    | Безмодельний | За стратегією   | Безперервна | Безперервний   | Перевага (англ. Advantage) |
| TD3      | Twin Delayed Deep Deterministic Policy Gradient | Безмодельний | Поза стратегією | Безперервна | Безперервний   | Q-значення                 |
| SAC      | Soft Actor-Critic                               | Безмодельний | Поза стратегією | Безперервна | Безперервний   | Перевага (англ. Advantage) |